# 너의 눈을 들여다보면
"너의 눈을 들여다보면"(일본어: ケイコ 目を澄ませて)은 2022년 개봉한 일본의 드라마 영화이다. 미야케 쇼가 감독과 각본을 맡았다. 2022년 키네마 준보 시상식 일본영화 대상 수상작이다.

## 출연진

### 주연
- 키시이 유키노 - 케이코 역
- 미우라 토모카즈 - 체육관 회장 역
- 미우라 마사키 - 마코토 역

### 조연
- 마츠라 시니치로
- 사토 히미 - 세이지(케이코 오빠) 역
- 와타나베 마키코
- 나카무라 유코
- 나카지마 히로코 - 케이코 엄마 역
- 센도 노부코
- 아다치 토모미츠
- 시미즈 유타카
- 야수미츠 류타로